# Kalimeris indica
 (лат.) Kalimeris indica, также известная как индийская астра или индийский калимерис — цветущее травянистое многолетнее растение семейства астровых (Asteraceae). Как и другие виды рода, встречается в основном в восточноазиатских странах: Китае, Кореи и Японии, и был завезён в Калифорнию  и на Гавайи.

## Описание
Kalimeris indica обычно встречается на заброшенных сельскохозяйственных угодьях, склонах холмов и гребнях между рисовыми полями. Он также часто встречается вдоль дорог и троп в лиственных лесах. Он может размножаться половым путем за счет образования семян и бесполым путем через столоны. Семена прорастают ранней весной. Вновь появившиеся проростки маленькие, длина каждой семядоли около 2 мм.

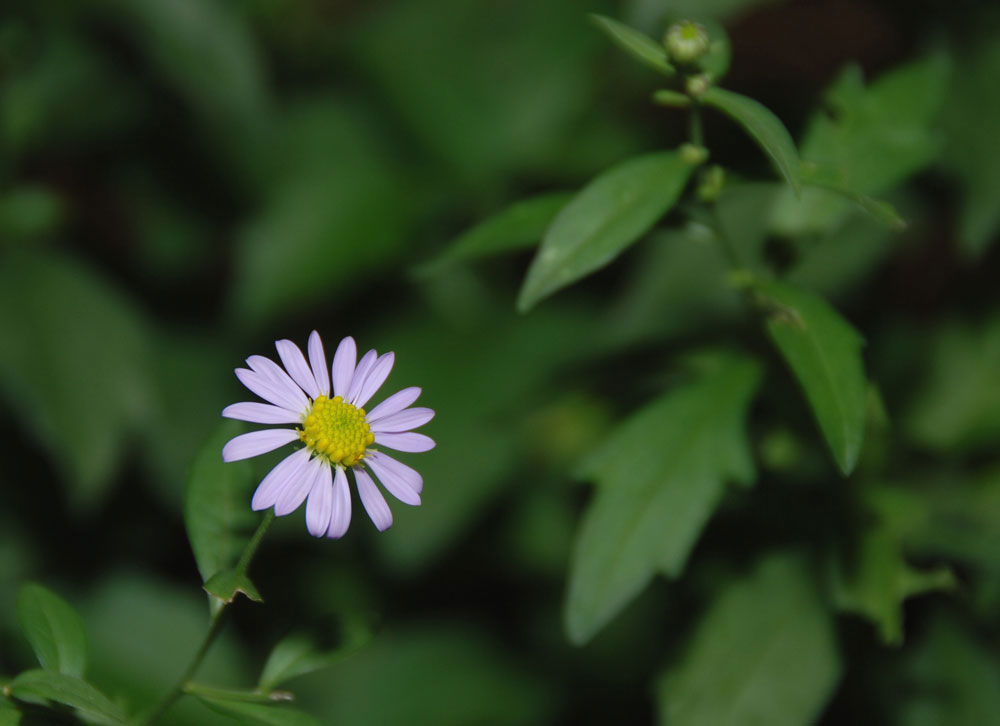
Листья, стебли и соцветия Kalimeris indica
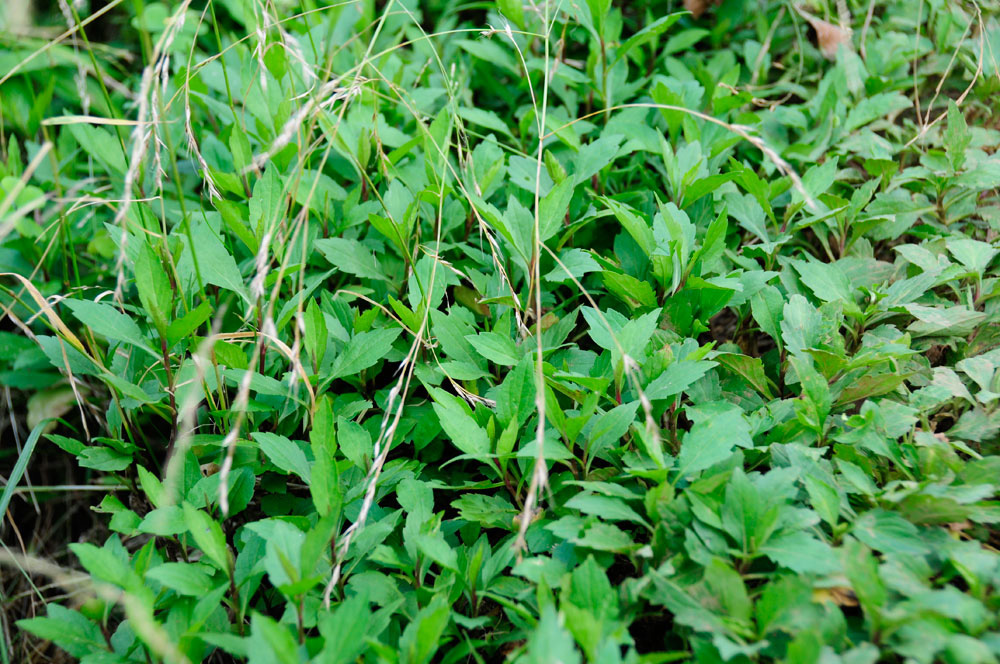
Участок Kalimeris indica вдоль сельской дороги
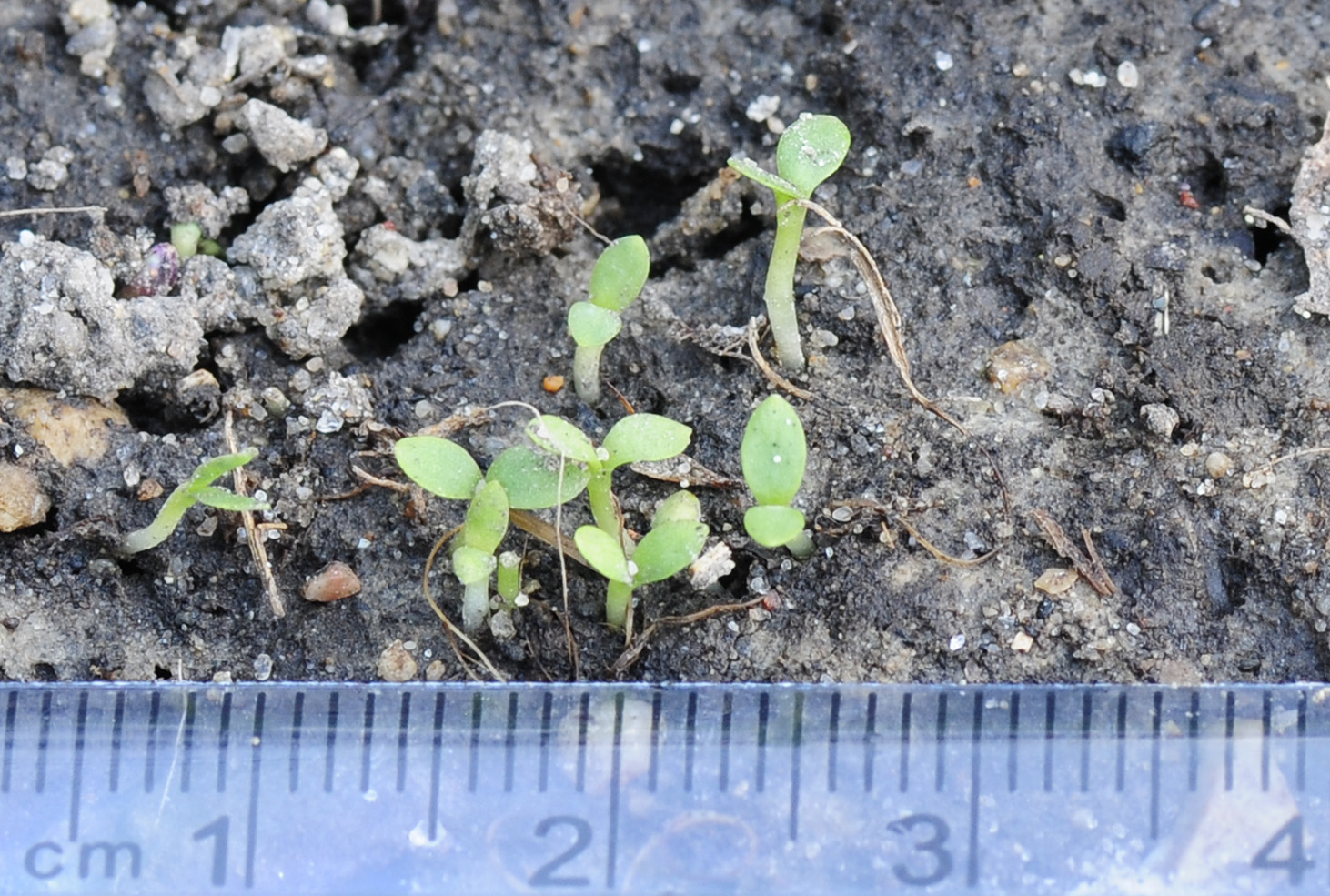
Только что появившиеся всходы Kalimeris indica ранней весной
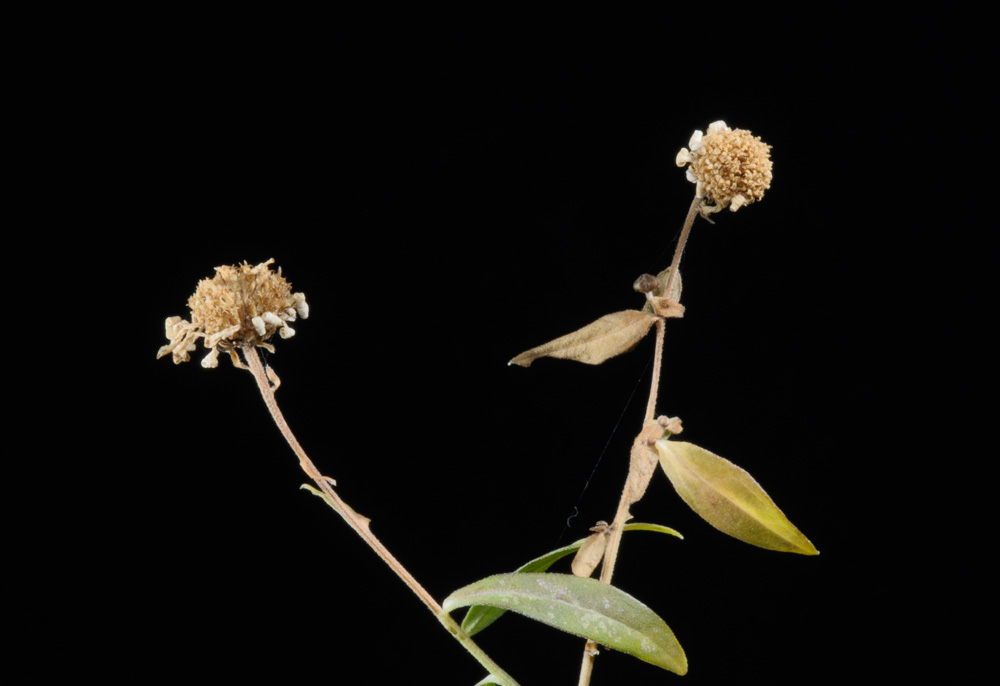
Высушенное соцветие Kalimeris indica в зимнее время

Вырастает до высоты 30–70 см. Листья очерёдные, стебли обычно прямостоячие. Цветение начинается поздней весной и продолжается до октября в зависимости от местоположения и условий роста растения, особенно от уровня питательных веществ в почве. Корзинка собрана из светло-жёлтых трубчатых цветков, а обёртка светло-фиолетовая или белая. Плоды  мелкие и тёмные.

## Использование

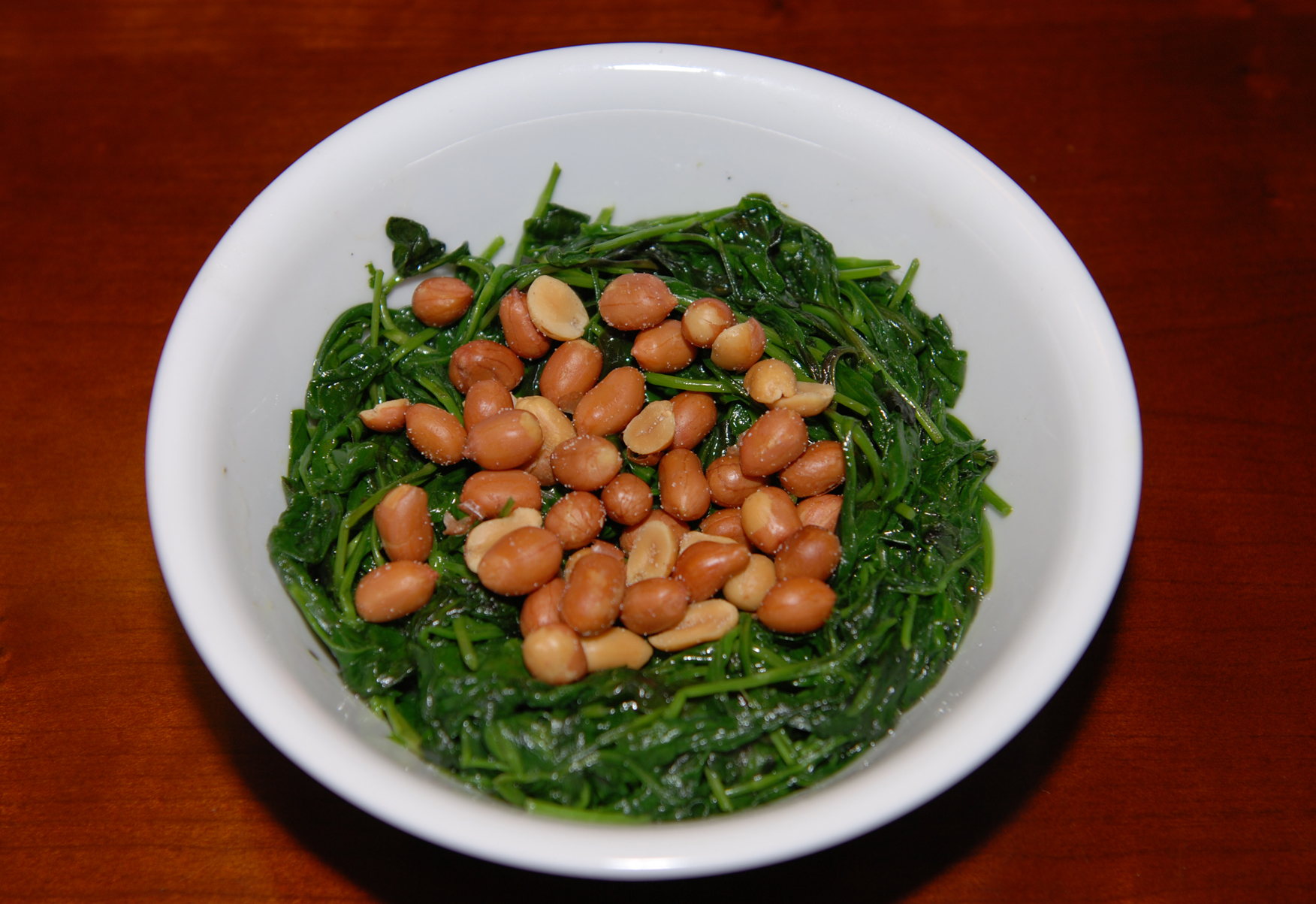
Вареные листья Kalimeris indica подаются с соленым арахисом

Индийская астра широко используется в кулинарии в Восточной Азии. Молодые листья и стебли собирают ранней весной и готовят с другими продуктами, такими как сушеный тофу (соевый творог). Он считается деликатесом из-за своего особого вкуса. Он особенно популярен к югу от реки Янцзы в Китае, где его называют 马兰头malantou .